# Nickel(II)-diphosphat
Nickel(II)-diphosphat ist eine anorganische chemische Verbindung des Nickels aus der Gruppe der Diphosphate.

## Gewinnung und Darstellung
Das gelbe Nickeldiphosphat kann durch Reaktion von Phosphorpentoxid mit Nickel(II)-oxid gewonnen werden. Sein gelbes Hexahydrat kann durch Reaktion von Natriumpyrophosphatlösung mit einem Nickelsalz gewonnen werden.
Es kann auch durch Zersetzung von Nickelhydrogenphosphat gewonnen werden.
{\displaystyle {\ce {2NiHPO4 -> Ni2P2O7 + H2O}}}
Oder durch eine thermische Zersetzung von dem einfach herstellbaren Ammoniumnickelphosphat-Hydrat.
{\displaystyle {\ce {2NiNH4PO4.H2O -> Ni2P2O7 + 2NH3 + 2H2O}}}

## Eigenschaften
Von Nickeldiphosphat sind vier verschiedene Kristallstrukturen bekannt. Die Normaltemperaturform ist isotyp zu der des entsprechenden Magnesiumsalzes mit der Raumgruppe B21/c (Raumgruppen-Nr. 14, Stellung 5). Die ab 565 °C entstehende Hochtemperaturform ist isotyp zu Thortveitit mit der Raumgruppe C2/m (Raumgruppen-Nr. 12). Die γ-Form ist isotyp zu der des entsprechenden Zinksalzes. Die vierte Form besitzt eine monokline Kristallstruktur mit der Raumgruppe P21/a (Raumgruppen-Nr. 14, Stellung 3).

## Verwendung
Nickeldiphosphat wurde als Katalysator in der organischen Chemie verwendet.

## Verwandte Verbindungen
Neben Nickeldiphosphat sind mit dem grünen Nickelorthophosphat Ni3(PO4)2·8H2O noch weitere Nickelphosphate bekannt.